# Треће око (часопис)
Треће око је часопис који се бави темама са граничних подручја науке, мистеријама, феноменима, паранормалним појавама, астрологијом и духовношћу. Излази двоседмично, у издању Новости. Са тиражом који достиже 46.000 примерака, часопис је најчитанији двонедељник у Србији. Текстови су написани латиницом.
У Трећем оку се могу наћи и теме из популарне науке, астрономије, квантне механике, генетике, проналазаштва, алтернативне медицине, историје, екологије...